# Alpha (음반)
| 전문가 평가 | 전문가 평가 |
| 평가 점수   | 평가 점수   |
| 출처        | 점수        |
| ----------- | ----------- |
| AllMusic    | [ 1 ]       |

《Alpha》는 1983년 7월 26일, 미국에서, 그리고 1983년 8월 12일, 영국에서 게펀 레코드에 의해 발매된 영국의 록 밴드 아시아의 두 번째 스튜디오 음반이다. 1983년 2월부터 5월까지 퀘벡주의 모린하이츠의 르 스튜디오와 토론토의 만타 사운드에서 녹음된 이 음반은 마이크 스톤이 프로듀싱을 맡았다. 기타리스트 스티브 하우는 1984년에 밴드를 떠났다. 따라서 《Alpha》는 2008년에 발매된 《Phoenix》까지 밴드의 원래 라인업을 담은 마지막 음반이었다. 오리지널 라인업은 2년 전인 2006년에 다시 만들어졌다.
커버 아트는 예스와의 작업으로 유명한 로저 딘에 의해 디자인되었는데, 그 중 하우와 키보디스트 제프 다운스는 이전에 멤버였다.
《Alpha》는 특히 일본에서 수없이 재발행되었다. 오리지널 마스터 테이프에서 DSD 플랫 전송 기능을 갖춘 플래티넘 SHM-CD는 2014년 유니버설 뮤직 그룹에서 출시되었으며 보너스 트랙으로 〈Daylight〉와 〈Lying to Yourself〉를 포함했다. 2017년, 이 음반은 케빈 그레이에 의해 리마스터된 오디오 피델리티 하이브리드 SACD로 발매되었다.

## 평가
엄청나게 성공적인 데뷔 음반과 비교해서, 《Alpha》는 주류 팝 록 사운드에 더 집중하고 프로그레시브 록 요소들에 덜 특징이 있다. 음반사의 기대에 못 미쳐 경영진을 분노케 했다. 이 음반은 빌보드 200 차트에서 6위에 올랐고, 미국에서 백만 장 이상 팔린 플래티넘 인증을 받았다. 영국에서 이 음반은 5위로 정점을 찍었고 6만 장 이상 판매된 음반에 대해 실버 인증을 받았다.
《Alpha》는 두 개의 싱글을 발매했다. 리드 싱글인 〈Don't Cry〉는 빌보드 핫 100에서 10위에 올랐고, 메인스트림 록 차트 정상에 올랐다. 그것은 33위로 정점을 찍은, 영국에서 아시아를 위한 유일한 톱 40 진입이었다. 싱글 〈Daylight〉의 B-사이드는 음반 오리지널 카세트 에디션에 보너스 트랙으로 등장했다. 두 번째 싱글인 〈The Smile Has Left Your Eyes〉는 빌보드 핫 100에서 34위, 메인스트림 록 차트에서 25위에 올랐고 그룹의 마지막 주요 히트곡이었다. 싱글과 함께, 〈The Heat Goes On〉과 〈True Colors〉는 주류 록 라디오 방송국에서 꽤 인기가 있었다.

## 곡 목록
모든 곡들은 특별한 언급이 없는 한 존 웨튼과 제프 다운스에 의해 작사/작곡하였다.
| #  | 제목                                  | 작사·작곡 | 재생 시간 |
| -- | ------------------------------------- | --------- | --------- |
| 1. | 〈Don't Cry〉                         |           | 3:33      |
| 2. | 〈The Smile Has Left Your Eyes〉      | 웨튼      | 3:13      |
| 3. | 〈Never in a Million Years〉          |           | 3:47      |
| 4. | 〈My Own Time (I'll Do What I Want)〉 |           | 4:50      |
| 5. | 〈The Heat Goes On〉                  |           | 4:57      |

| #   | 제목                 | 재생 시간 |
| --- | -------------------- | --------- |
| 6.  | 〈Eye to Eye〉       | 3:13      |
| 7.  | 〈The Last to Know〉 | 4:39      |
| 8.  | 〈True Colors〉      | 3:51      |
| 9.  | 〈Midnight Sun〉     | 3:48      |
| 10. | 〈Open Your Eyes〉   | 6:25      |

| #   | 제목         | 재생 시간 |
| --- | ------------ | --------- |
| 11. | 〈Daylight〉 | 3:32      |

| #   | 제목                  | 작사·작곡         | 재생 시간 |
| --- | --------------------- | ----------------- | --------- |
| 11. | 〈Daylight〉          |                   | 3:34      |
| 12. | 〈Lying to Yourself〉 | 웨튼, 스티브 하우 | 4:13      |

## 인증
| 국가                       | 인증     | 판매량/출하량 |
| -------------------------- | -------- | ------------- |
| 캐나다 (뮤직 캐나다)       | 플래티넘 | 100,000^      |
| 영국 (BPI)                 | 실버     | 60,000^       |
| 미국 (RIAA)                | 플래티넘 | 1,000,000^    |
| ^출하량을 기반으로 한 인증 |          |               |